# Panoszów
Panoszów (deutsch Ponoschau, 1936–1945 Hegersfelde) ist eine Ortschaft in Oberschlesien. Administrativ liegt sie in der Gemeinde Ciasna (Cziasnau) im Powiat Lubliniecki (Landkreis Lublinitz) in der Woiwodschaft Schlesien.

## Geografie

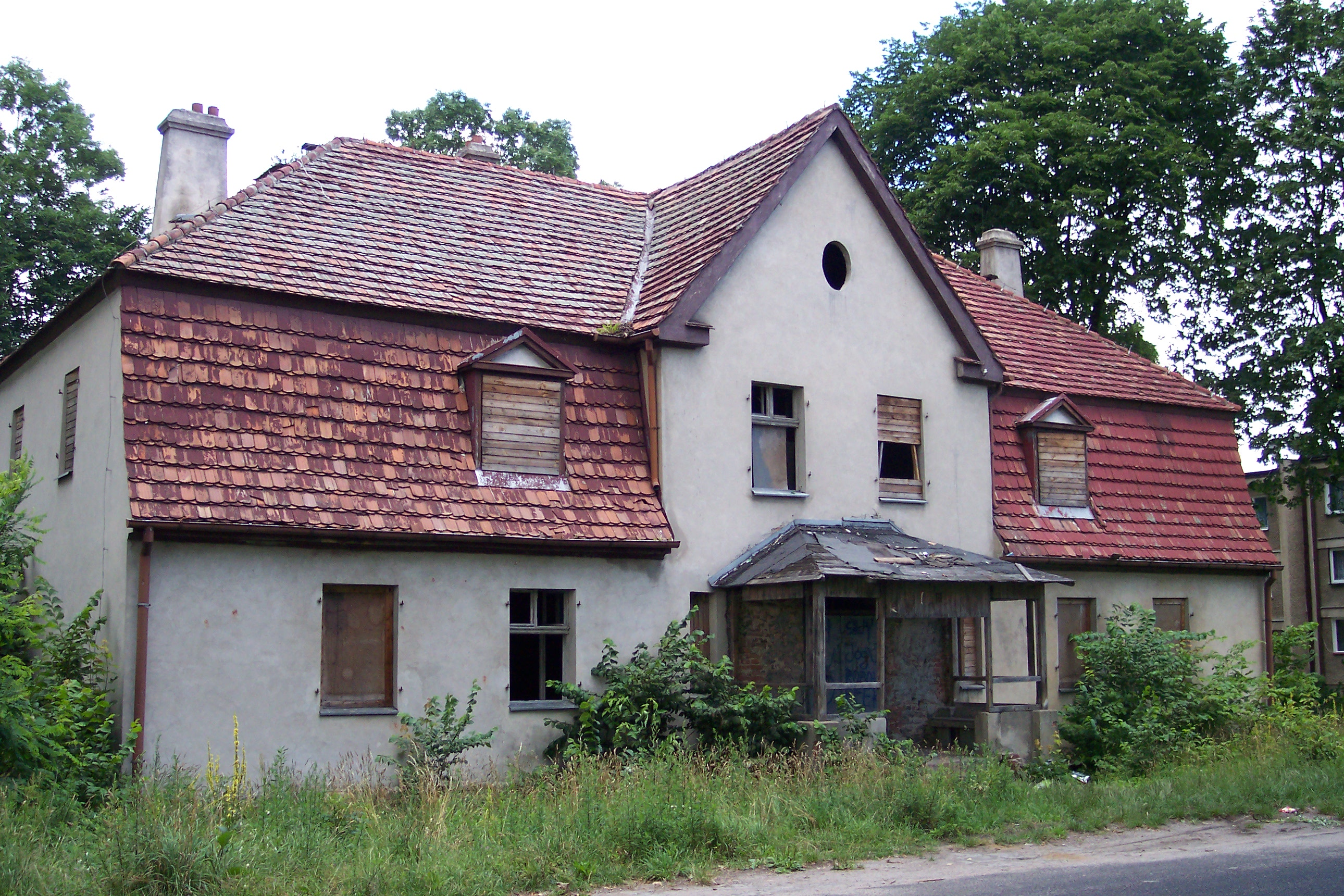
Gutshaus

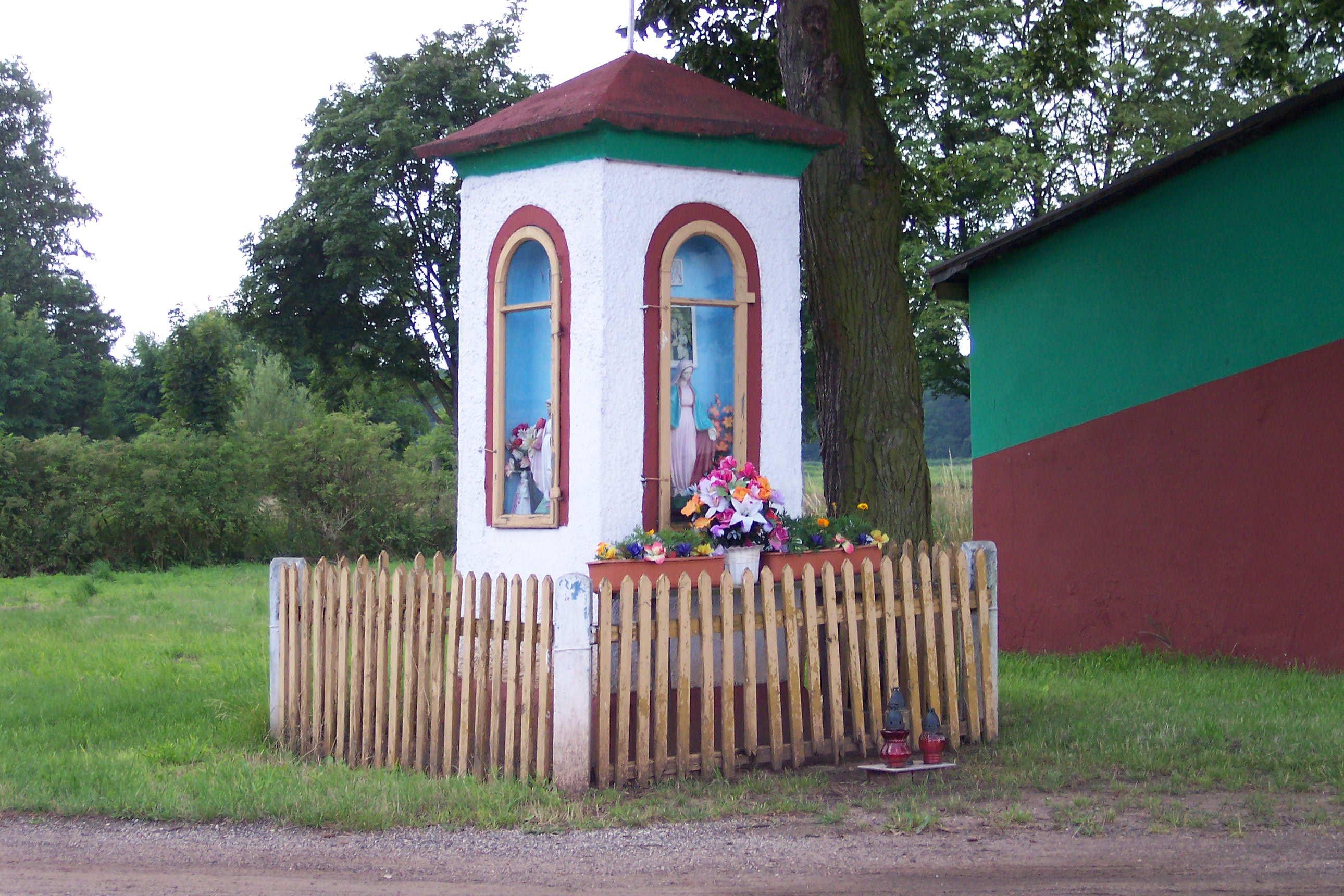
Bildstock

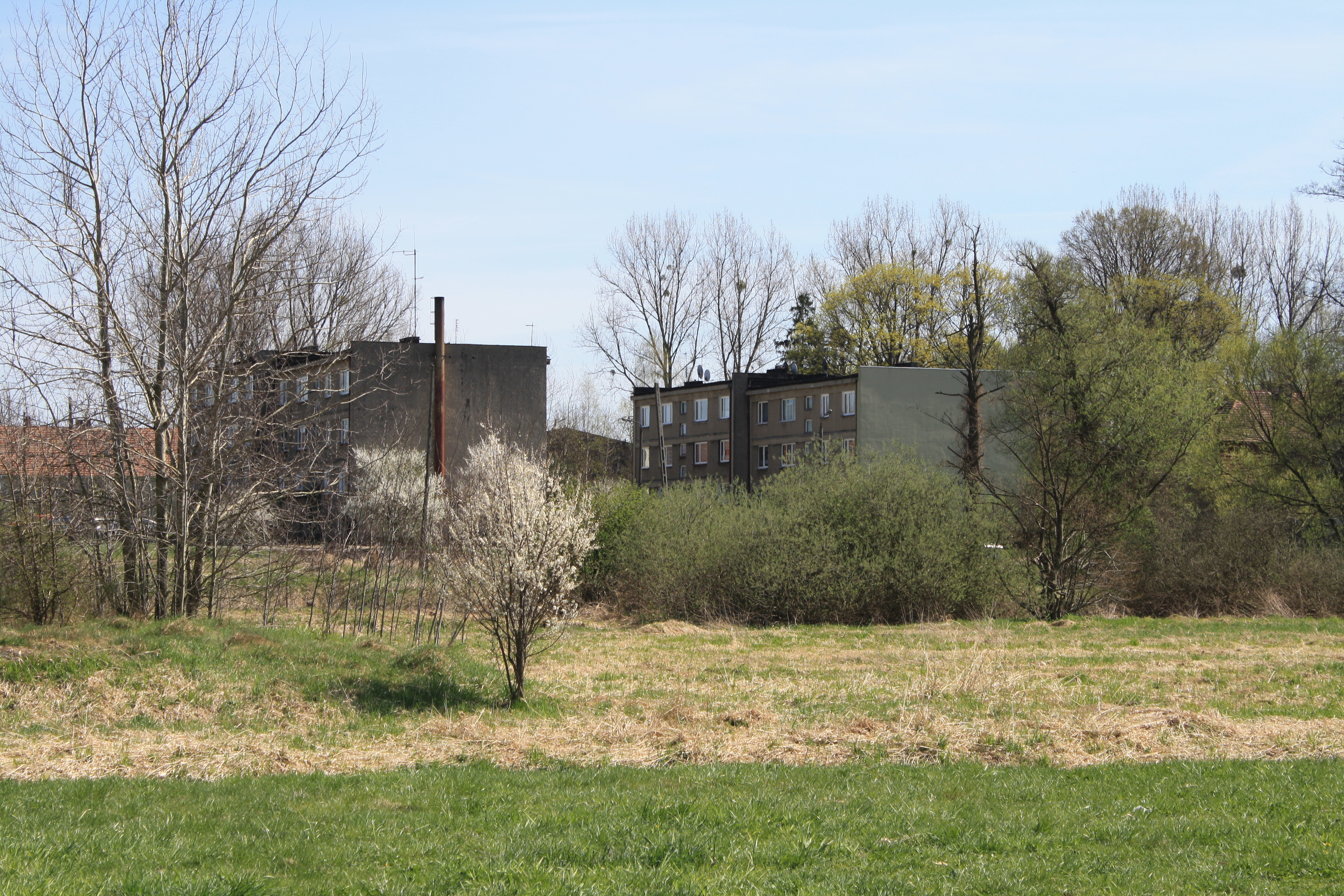
Wohnsiedlung

Panoszów liegt sechs Kilometer nördlich vom Gemeindesitz Ciasna (Cziasnau), 15 Kilometer nördlich von der Kreisstadt Lubliniec (Lublinitz) und 68 Kilometer nordwestlich von der Woiwodschaftshauptstadt Kattowitz.
In der Nähe fließt der Fluss Liswarta (Lisswarthe).
Zu Panoszów gehören die Ortsteile bzw. Weiler Gajkowe, Kolonia, Niwki, Olszynki und Pilawy.

## Geschichte
1742 kam der Ort mit dem Großteil Schlesiens an Preußen. Der Ort wurde 1783 im Buch Beyträge zur Beschreibung von Schlesien als Punoschau erwähnt und gehörte einem Herrn von Koschützky und lag im Kreis Lublinitz (Lublinetz) des Fürstentums Oppeln. Damals hatte er zwei herrschaftliche Vorwerke, ein Frischfeuer, 18 Gärtner, zehn Häusler und 275 Einwohner. 1813 entstand die Schule. 1820 wurde ein Hüttenkanal angelegt. 1865 bestand Ponoschau aus einem Rittergut und einem Dorf. Der Ort hatte zu diesem Zeitpunkt drei Freibauern, einen Halbbauern, 26 Freigärtner und zwei Häuslerstellen. Ein großer Teil der Einwohner ging in die nahegelegenen herrschaftlichen Gruben und Hüttenwerken arbeiten. Die Einwohner waren nach Schierokau eingepfarrt. Die Schule hatte zu diesem Zeitpunkt 120 Schüler. Das Rittergut gehörte dem Regierungsassessor von Koscielski und hatte einen Hochofen, drei Frischfeuer, eine Brennerei, eine amerikanische Mühle, sowie eine Toneisensteingrube. Zum Rittergut gehörten die Vorwerke Goikowe und Patocka.
Bei der Volksabstimmung in Oberschlesien am 20. März 1921 stimmten im Ort 144 Wahlberechtigte für einen Verbleib Oberschlesiens bei Deutschland und 41 für eine Zugehörigkeit zu Polen. Auf Gut Ponoschau stimmten 78 für Deutschland und 17 für Polen Ponoschau verblieb nach der Teilung Oberschlesiens beim Deutschen Reich. 1936 wurde der Ort im Zuge einer Welle von Ortsumbenennungen der NS-Zeit in Hegersfelde umbenannt. Bis 1945 befand sich der Ort im Landkreis Loben (zwischenzeitlich im Landkreis Guttentag).
1945 kam der bis dahin deutsche Ort unter polnische Verwaltung und wurde anschließend der Woiwodschaft Schlesien angeschlossen und ins polnische Panoszów umbenannt. 1950 kam der Ort zur Woiwodschaft Kattowitz. 1975 kam der Ort zur neugegründeten Woiwodschaft Tschenstochau. 1999 kam der Ort zum wiedergegründeten Powiat Lubliniecki und zur neuen Woiwodschaft Schlesien.

## Bauwerke und Sehenswürdigkeiten
- Gutshaus
- Gutspark
- Bildstock